# Previsão do Tempo
Previsão do Tempo é um álbum de estúdio do cantor, compositor, instrumentista e arranjador brasileiro Marcos Valle lançado pela Odeon, em 1973. As gravações ocorreram, parcialmente, em 1972 e, de modo conclusivo, no ano seguinte nos estúdios cariocas da gravadora Odeon, com produção de Milton Miranda.
O disco é famoso por ser o segundo gravado pelo músico carioca com a banda brasileira Azymuth - após a trilha sonora do filme O Fabuloso Fittipaldi -, apesar de contar com a participação da banda de rock progressivo O Terço em duas faixas, bem como pela sua mistura de música popular brasileira e música negra americana. Apresenta arranjos do próprio Marcos Valle em duas faixas, do maestro Waltel Branco em outra canção, e de José Roberto Bertrami no restante dos fonogramas.
Previsão do Tempo é um álbum elogiado pela crítica especializada, sendo considerado muito representativo de uma época da música popular brasileira e tornou-se muito cultuado em círculos estrangeiros consumidores de música brasileira, como a Europa e o Japão.

## Antecedentes e gravação
Em 1973, Marcos e Paulo Sérgio - os irmãos Valle - foram chamados por Roberto Farias e Héctor Babenco - diretor e produtor do documentário de 1973 O Fabuloso Fittipaldi, respectivamente - para assinarem a trilha sonora do filme sobre Emerson Fittipaldi. Marcos pede ao produtor do álbum - Armando Pittigliani - para chamar José Roberto Bertrami, Alex Malheiros e Ivan Conti - tecladista, baixista e baterista, respectivamente - para acompanhá-lo neste disco. Ele havia conhecido o trio ao gravar dois discos não creditados com eles: Som Ambiente, lançado pelo selo fonográfico CID Entertainment em 1972; e Brazil by Music Fly Cruzeiro, disco dado como brinde aos clientes da extinta companhia aérea Cruzeiro do Sul. A parceria foi muito proveitosa, gerando o convite de Marcos Valle para que o trio - agora com o nome de Azymuth - o acompanhasse no seu próximo disco de carreira como intérprete.
Marcos já tinha gravado, no ano anterior, duas músicas com o grupo O Terço, que o acompanhou no último álbum, Vento Sul: "Flamengo até Morrer" e "Samba Fatal". Além disso, "Os Ossos do Barão" tinha sido gravada anteriormente, com arranjos luxuosos do maestro Waltel Branco, para ser o tema de abertura da novela da rede Globo, Os Ossos do Barão. Também, Marcos havia produzido o disco que marcou o retorno de João Donato ao mercado fonográfico brasileiro - e, também, o primeiro no qual ele canta -, Quem É Quem? Assim, Marcos e os músicos do Azymuth entram nos estúdios cariocas da Odeon juntamente com o produtor Milton Miranda, responsável por praticamente todos os discos produzidos pela gravadora.

## Resenha musical
O álbum é muito diversificado musicalmente - apresentando samba, MPB, rock, funk, soul e jazz -  e também em suas letras, que tratam de futebol, suicídio, dor pelo rompimento de uma relação amorosa, desprendimento e até comentários políticos em forma velada, passando pela ironia, agressividade e mesmo por passagens históricas. O álbum é famoso pelo uso de sintetizadores ARP e Minimoog - tocados por Bertrami - em harmonia com o piano Rhodes de Marcos Valle, que permitiu novos timbres que renovaram a música brasileira, especialmente evidentes na faixa instrumental que dá título ao álbum e em "Mentira", que seria sampleada pelo Planet Hemp em "Contexto", oitava faixa do terceiro álbum de estúdio da banda carioca, A Invasão do Sagaz Homem Fumaça.
Embora não tenha um viés tão politizado como álbuns anteriores do cantor carioca, como Viola Enluarada (de 1968) e Mustang Cor de Sangue (de 1969), nos quais as letras de seu irmão, Paulo Sérgio, denotavam consciência política e um claro posicionamento crítico de oposição ao regime militar e ao milagre econômico, Previsão do Tempo é carregado de simbolismos. A começar pela capa. Os críticos Marcelo Pinheiro e Cláudia Menescal são unânimes em apontar a foto que ilustra a capa como uma alegoria à tortura - através do afogamento - e ao "sufocamento" simbólico do pior período da ditadura militar, especialmente presente na censura às artes, que ficou conhecido como anos de chumbo.
O álbum inicia com o samba "Flamengo até Morrer" que utiliza a ironia para criticar o governo militar e a acomodação do brasileiro, dizendo que vai tudo bem no Brasil enquanto o Flamengo for campeão, isto é, enquanto existir futebol para distrair. Além da ironia, a canção é considerada um belo samba, com cuícas, teclados e até solo de guitarra. Apesar disso, parte da esquerda não entendeu a mensagem e "patrulhou" os irmãos Valle acusando-os de "alienados" e "direitistas". Em 2002, o historiador Paulo César de Araújo reafirmou que a canção era favorável aos militares no seu livro Eu Não Sou Cachorro, Não, fato lamentado por Cláudia Menescal, segundo quem é uma "pena que Paulo César Araújo não entendeu". A outra canção gravada com O Terço, "Samba Fatal" foi escrita por Paulo Sérgio sob o impacto da notícia do suicídio de Torquato Neto, em 10 de novembro de 1972.
As faixas "Nem Paletó, nem Gravata", "Tira a Mão" e "Mentira" apresentam um pouco da típica mistura dos anos 70 de música brasileira (especialmente o samba e o baião) com o soul e o funk americanos, que seria o combustível do movimento musical Black Rio. Esta última, inclusive, é considerada como um dos primeiros usos de sons percussivos feitos com a boca, na moda do que ficaria conhecido posteriormente como beatbox, além de ter feito sucesso nas pistas da Europa e do Japão. Outro destaque do álbum é "Não Tem Nada Não", em parceria com Eumir Deodato e João Donato. Um legítimo samba-rock que faz alusão ao rompimento do relacionamento de Donato com sua mulher, a americana Patricia del Sausser. Outro destaque do disco é a faixa título instrumental que traz o ápice da parceria entre o Azymuth e seu "padrinho".

## Recepção da crítica
| Críticas profissionais | Críticas profissionais |
| Avaliações da crítica  | Avaliações da crítica  |
| Fonte                  | Avaliação              |
| ---------------------- | ---------------------- |
| Allmusic               | [ 6 ]                  |
| Rolling Stone          | [ 7 ]                  |

A crítica especializada considerou o álbum de forma positiva, sendo muito festejado pela sua mistura de música brasileira e ritmos de música negra americana, como o funk, o soul e o jazz. Cláudia Menescal considera que o disco apresenta um "som plural, eclético, com músicas cheias de sol e de soul". Outro ponto muito bem avaliado foram os timbres presentes no disco, em especial o contraste entre o instrumento de Valle e os de Bertrami. Assim, Marcelo Pinheiro, da Revista Brasileiros, considera que "o cruzamento dos timbres do piano elétrico do cantor (o clássico Fender Rhodes) com o órgão Hammond e os sintetizadores de Bertrami (especialmente o pioneiro ARP) é dos mais sublimes". A crítica internacional também é favorável ao disco. John Bush, do Allmusic, considera o álbum de audição "calma e relaxada", principalmente devido ao "groove ensolarado" produzido pelo artista e sua banda de apoio: "o álbum é mais eletrônico que elétrico, mas com músicos talentosos como esses e com uma vida toda de influências para se basear, o resultado é memorável". Já Will Hermes - para a revista Rolling Stone - elogia o senso rítmico de Marcos Valle, que caracteriza como "assombroso", além das letras codificadas de Paulo Sérgio, que "passaram abaixo do radar da censura do regime militar brasileiro". Ambos os críticos comparam o som de Valle, especialmente no clássico "Mentira", a Stevie Wonder em diversas canções suas, como em Superstition.
O álbum foi relançado em CD em 1994 no mercado brasileiro, pela EMI. O lançamento em CD foi feito no Japão pela Odeon, em 2001, e na Europa pela EMI, em 2004. No mercado americano, o disco foi lançado em CD e LP pela Light in the Attic, em 2012.

## Faixas
Todas de autoria de Marcos Valle e Paulo Sérgio Valle, exceto onde indicado.
| Lado A         |                           |                |         |  |
| N.º            | Título                    | Compositor(es) | Duração |  |
| 1.             | "Flamengo até Morrer"     |                | 3:31    |  |
| 2.             | "Nem Paletó, nem Gravata" |                | 3:04    |  |
| 3.             | "Tira a Mão"              |                | 2:52    |  |
| 4.             | "Mentira"                 |                | 3:43    |  |
| 5.             | "Previsão do Tempo"       | Marcos Valle   | 3:41    |  |
| 6.             | "Mais do que Valsa"       |                | 2:56    |  |
| Duração total: | Duração total:            | Duração total: | 19:47   |  |

| Lado B         |                         |                                            |         |  |
| N.º            | Título                  | Compositor(es)                             | Duração |  |
| 1.             | "Os Ossos do Barão"     |                                            | 2:22    |  |
| 2.             | "Não Tem Nada Não"      | Eumir Deodato / João Donato / Marcos Valle | 3:15    |  |
| 3.             | "Não Tem Nada Não"      | Eumir Deodato / João Donato / Marcos Valle | 1:29    |  |
| 4.             | "Samba Fatal"           |                                            | 3:10    |  |
| 5.             | "Tiu-ba-la-quieba"      |                                            | 3:31    |  |
| 6.             | "De Repente, Moça Flor" |                                            | 3:15    |  |
| Duração total: | Duração total:          | Duração total:                             | 17:02   |  |

## Ficha técnica
Ficha dada pelo Discogs e pelo Allmusic.
- Produção: Milton Miranda
- Orquestração: Marcos Valle (faixas A1 e B4); Waltel Branco (faixa B1); e José Roberto Bertrami
- Fotografias: Paulo Sérgio Valle
- Capa: Joel Cocchiararo

## Músicos
Ficha dada pelo Allmusic.
- Marcos Valle: Piano Rhodes
- O Terço (faixas A1 e B4)
  - Sérgio Hinds: guitarra
  - Cezar de Mercês: baixo
  - Vinícius Cantuária: bateria
- Azymuth
  - José Roberto Bertrami: sintetizadores ARP e Minimoog, Órgão Hammond
  - Alex Malheiros: baixo
  - Ivan Conti: bateria